# Мсоса
Мсо́са (англ. Msosa) — традиційна громада у складі дистрикту Саліма Центрального регіону Малаві.
Населення — 9369 осіб (2018).